# Wulgaryzmy i przekleństwa w języku polskim
Wulgaryzmy i przekleństwa w języku polskim – grupa wyrazów i zwrotów w języku polskim powszechnie uważanych za obsceniczne, dotykających przekonań religijnych, funkcji cielesnych, seksu i prokreacji oraz części ciała uznawanych za wstydliwe. Z sondażu CBOS przeprowadzonego w roku 2013 wynika, że wulgaryzmów używa 8 na 10 dorosłych Polaków, częściej mężczyźni i ludzie młodzi.

## Najczęściej używane wulgaryzmy

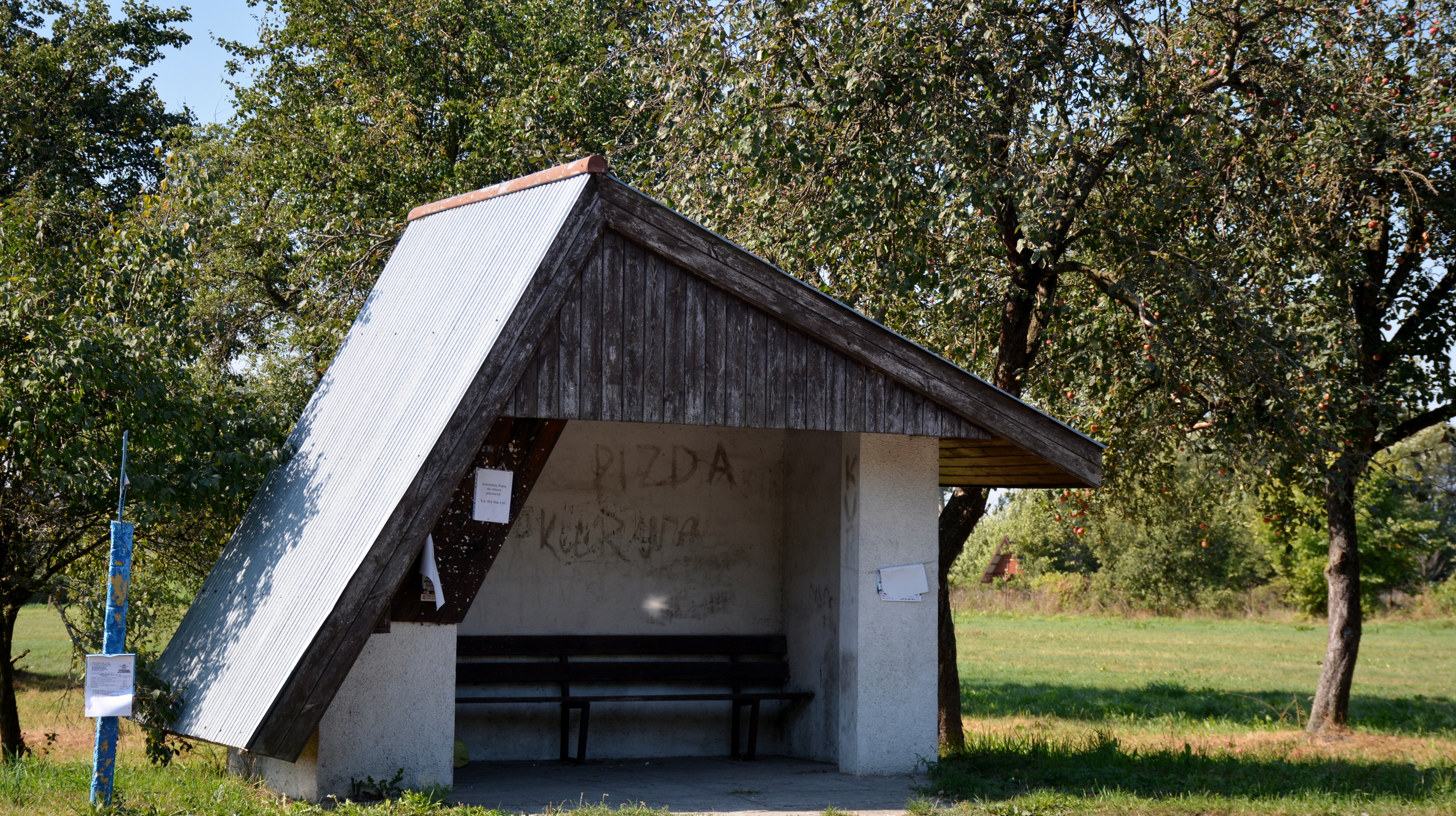
Graffiti z wulgaryzmami „pizda, kurwa” na wiejskim przystanku autobusowym

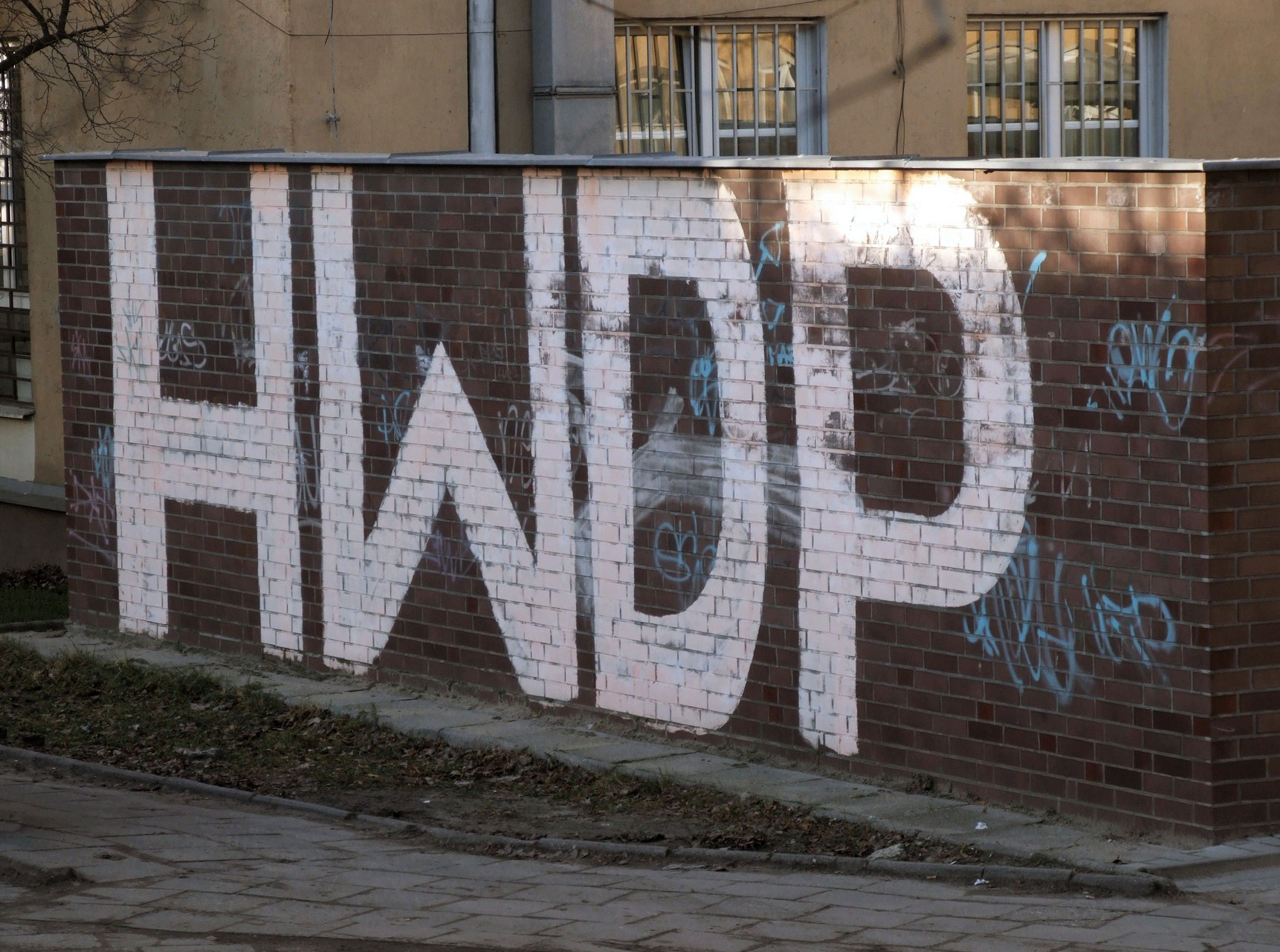
Wulgarny skrótowiec (HWDP) jako graffiti na polskiej ulicy

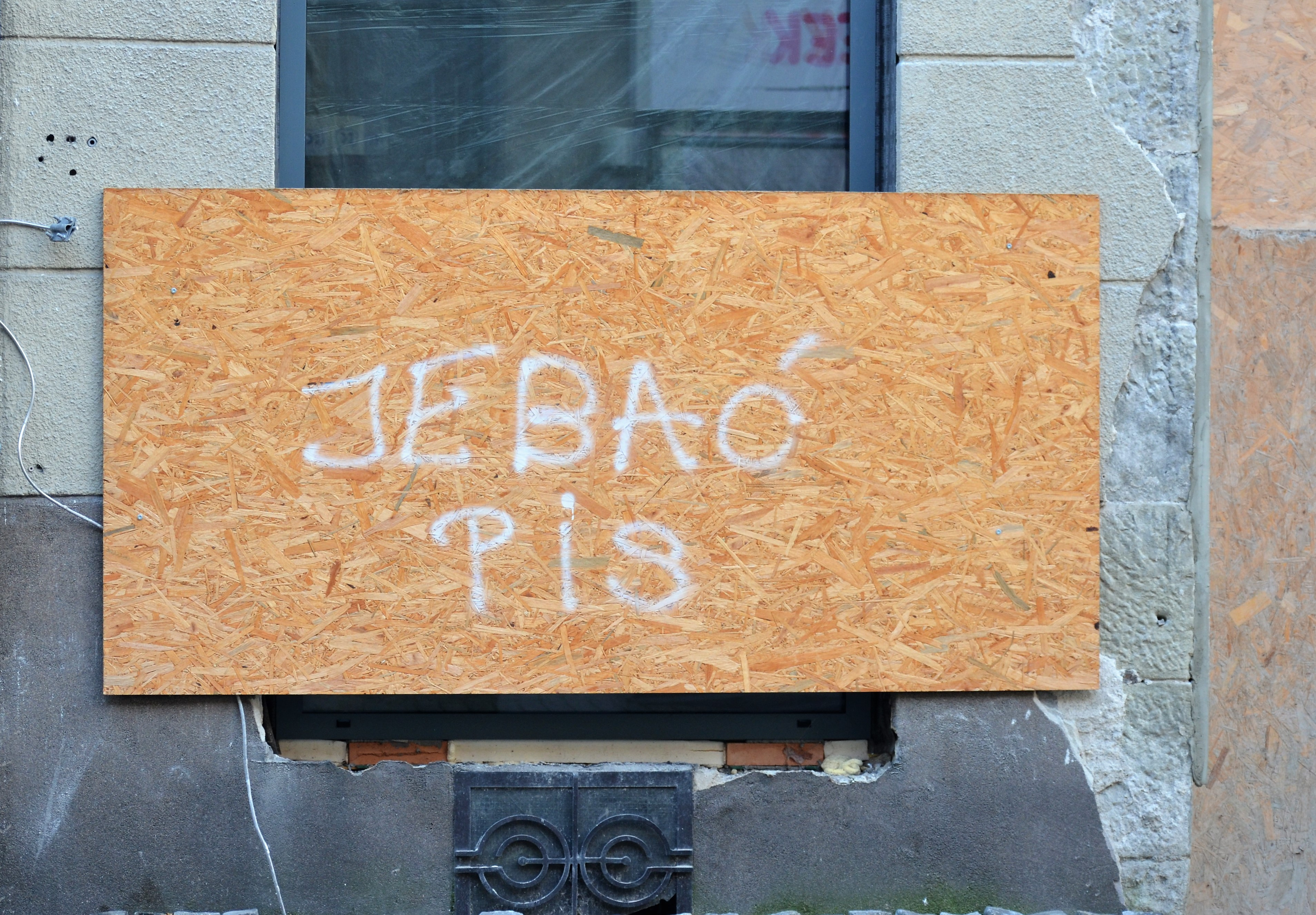
Wulgarny napis jako forma protestu politycznego (slogan „Jebać PiS”)

Językoznawca Maciej Grochowski wyliczył, że podstawowych wulgaryzmów w języku polskim jest tylko pięć. Są to „chuj”, „pizda”, „jebać”, „pierdolić” i „kurwa”. Reszta to kombinacje tych pięciu, wyrazy pochodne i związki frazeologiczne. Nowe wulgaryzmy pojawiają się, gdy zostaną utworzone nowe konfiguracje wyrazów bądź też zmieni się ich kontekst semantyczny. Słownik polszczyzny rzeczywistej wyróżnia czterdzieści siedem funkcji wypełnianych przez wulgaryzmy.
Łódzki językoznawca Piotr Fąka, jeden z autorów Słownika polszczyzny rzeczywistej – pracy łódzkich naukowców i studentów – uważa, że do niedawna przeklinanie kojarzyło się z brakiem wykształcenia, dobrych manier i towarzyskiej ogłady. Twierdzi, że obecnie przekleństwa nie są powodem do wstydu; istnieje nawet pewna moda na przeklinanie. Według niego używanie przekleństw nie jest obecnie ograniczone wiekiem, płcią, wykształceniem, pozycją społeczną bądź osobowością.

## Przekleństwa, wyzwiska i wulgaryzmy
Na dosadność języka składają się przekleństwa, wyzwiska oraz wulgaryzmy i nie są to pojęcia jednoznaczne. Według językoznawcy Macieja Grochowskiego przekleństwa służą do kanalizowania emocji, są puste, nie niosą za sobą znaczenia i jako takie nie służą przekazywaniu informacji. Służą głównie do informowania o stanie emocjonalnym mówiącego. Mogą, ale nie muszą być wulgarne, np. „jasny gwint”, „a niech to”, „Jezus Maria”. Dla odmiany wulgaryzm może przekazywać treść. Wyzwiska zaś służą do obrażania osoby, do której mówiący ma negatywny stosunek. Mogą, choć nie muszą być wulgarne.

## Natura wulgaryzmów i przekleństw
Przekleństwa i formy obraźliwe występują w języku od początku cywilizacji. Często wywodzą się one ze słów tabu – magicznej formuły, która była dopuszczalna jedynie w określonych przypadkach; użycie jej w innym kontekście było złamaniem norm etycznych. Wierzono, że używanie przekleństw może ściągnąć karę boską lub sprowadzić nieszczęście.

## Historia polskich przekleństw
W przeszłości często przeklinano używając imion boskich lub świętych: „przebóg”, „dalibóg”. Równie częstym było życzenie rychłej śmierci lub choroby, np. „bogdaj cię zabito”, pochłonięcia przez ogień piekielny czy innego nieszczęścia, np. „bogdaj nogę przy samej przyłaziła dupie”. Używanie obscenów fizjologicznych miało wzmocnić niechęć do danej osoby; można było na kogoś „rzygać” lub „plwać”, albo też „oblewać gnojem”, w mocniejszej formie kazać komuś „żreć gnój” albo „świże gówno brać w zęby”. Inną obelgą było przyrównanie człowieka do zwierzęcia, np. psa czy świni. Istniało również wiele określeń na prostytutkę: „wyleganica”, „murwa”, „kortyzanka”, „małpa”, „nęta”, „przechodka”, „klępa”, „larwa”, „suka”, przy czym określenia te stosowano również w odniesieniu do kobiet, które prostytucją się nie zajmowały. Do XVIII w. obraźliwe było słowo „kobieta”, wiązane etymologicznie z pasieniem świń. Mężczyzn określano „kurwimi macierzy synami” lub „skurwysynami”, „szelmami”, „huncwotami”, „kurewnikami”, „świniarzami”, a używanie tych określeń mogło się wiązać z karą finansową do 40 grzywien. Dla stanu szlacheckiego obraźliwe było słowo „cham”, o biblijnej proweniencji (Cham), które oznaczało chłopa i było traktowane jako negowanie szlachectwa. Używano również słów odnoszących się do sfery intymnej człowieka: „kutas”, „pała”, „kuśka”. Natomiast nie były uznawane za wulgarne słowa „ruchać” i „dupa”. Ostrym wulgaryzmem było słowo „kiep”, oznaczające żeński narząd płciowy lub zniewieściałego mężczyznę.

## Funkcje wulgaryzmów
Wśród funkcji powszechnie używanych wulgaryzmów wymienia się:
- wzmocnienie wymowy wypowiedzi: „W ogóle przystojny, zajebisty, kurwa, koleś”
- groźbę: „Jebnąć cię czy się zamkniesz już?”
- stwierdzenie faktu: „Jebać to mało, zajebać trzeba!”
- dezaprobatę: „Wyjebał się chuj”
- złość: „Stara kurwa napierdala w telefon, a ja tu browarka sączę”
- zdziwienie: „Kurwa, jak to, kurwa, usłyszałem, to mnie, kurwa, z zawiasów wypierdoliło”
- zachwyt: „Ale mówię ci, zajebiście było”
- potwierdzenie: „A ja się, kurwa, czuję właśnie jak w Dniu świra”
- jokera, użycie danego słowa zastępuje inne: „Mój wujek ma, kurwa, no ten, kurwa...”
- otwieracz, czyli słowo inicjujące wypowiedź lub sygnalizujące jej początek, przy czym słowo to nie ma żadnego znaczenia: „Kurwa, choć nie na temat to dodam, że...”

## Opracowania naukowe
Istnieją naukowe opracowania problematyki wulgaryzmów w języku polskim, m.in. Ludwika Stommy Słownik polskich wyzwisk, inwektyw i określeń pejoratywnych oraz Macieja Grochowskiego – Słownik polskich przekleństw i wulgaryzmów.